# Marloes Wesselink
Marloes Wesselink (Doetinchem, 14 de abril de 1987) é uma jogadora de vôlei de praia neerlandesa.

## Carreira
Com Marleen van Iersel disputou o Campeonato Mundial de Vôlei de Praia Sub-21 de em 2006 e terminou com o bronze , edição disputada em Mysłowice, repetindo o feito juntas na edição de 2007 em Modena.